# 硕蜚蠊科
硕蜚蠊科（学名：Nyctiboridae）是蜚蠊目下的一个科。

## 下属分类
本科包括以下属：
- Megaloblatta
- 硕蜚蠊属 Nyctibora
- Paramuzoa
- Paratropes